# Viva la Vida Tour
A Viva la Vida Tour foi a quarta turnê mundial da banda britânica Coldplay. A turnê foi em apoio do seu quarto álbum de estúdio Viva la Vida or Death and All His Friends. A turnê foi um enorme sucesso comercial e crítico, performado em alguns dos maiores palcos do mundo, muitas vezes com dois ou três shows a mais em lugares selecionados. A turnê foi programada para terminar em 19 de setembro de 2009, após dois shows feitos novamente em Londres no Wembley Stadium, mas em 1 de outubro de 2009, uma etapa final do Viva la Vida Tour foi anunciado, constituído por sete shows na América Latina em fevereiro e março de 2010.

## Sobre a turnê
O local montado consistia de um despojado palco principal e duas passarelas; Coldplay também tocou no meio do público com um repertório que consistia em músicas acústicas. Em vez de um telão gigante no palco, a banda optou por seis lâmpadas gigantes penduradas que exibia closes dos integrantes da banda. O vocalista Chris Martin apelidou as luminárias como "bolas mágicas", enquanto o baterista Will Champion acrescentou que eles liberam confete em formas de borboletas.
Coldplay foram acompanhadas pela Oxfam e Gibbin David durante toda a turnê. Os voluntários foram para cada local do show para fazer entrevista ao público presente de como reduzir a pobreza; o logotipo da organização e do site foi destaque em um dos dispositivos elétricos em cada concerto.
Em 23 julho de 2008, Coldplay performou seu segundo de dois shows no United Center em Chicago. Em cada um dos dois shows, a banda gravou o videoclipe da música "Lost!" executando a canção duas vezes (como fizeram com o vídeo de "Fix You"). Em 19 de setembro de 2008, Chris Martin foi acompanhado pelo pianista do A-Ha Magne Furuholmen no encore do show em Oslo Spektrum, Oslo, ao tocar um cover da canção do A-ha, "Hunting High and Low".
O show de Tampa, previsto para acontecer em 19 de agosto de 2009 teve de ser adiado por razões médicas. Mais tarde, foi cancelado.

## Shows de abertura
| - The Blue Jackets (América do Norte) (somente no show de Madison Square Garden) - Jon Hopkins (América do Norte) (somente no show de Madison Square Garden) - Shearwater (América do Norte) (locais selecionados) - Santigold (América do Norte) (locais selecionados) - Duffy (América do Norte) (locais selecionados) - Albert Hammond Jr (Europa) (locais selecionados) - Girls Aloud (Europa) (locais selecionados) - Jay-Z (Europa) (locais selecionados) - Bridget Kelly (Europa) (locais selecionados com participação de Jay-Z no repertório) - White Lies (Europa) (locais selecionados) - Eugene Francis Jnr and the Juniors (Europa) (locais selecionados) - Elbow (América do Norte) (Verão 2009) - The High Wire (Europa) (locais selecionados) - Miss Montreal (Europa) (Holanda, Nijmegen) - The Domino State (América do Norte) (locais selecionados) | - Sleepercar (América do Norte) (locais selecionados) - The Ting Tings (Japão) (locais selecionados) - Decoder Ring (Oceania) (locais selecionados) - Hollie Smith (Oceania) (locais selecionados) - Mercury Rev (Oceania) (Ásia) (locais selecionados) - Snow Patrol (América do Norte) (locais selecionados) - Howling Bells (América do Norte/Europa) (locais selecionados) - Kilians (Europa) (locais selecionados) - Bat For Lashes (Europa) (locais selecionados) - Pete Yorn (América do Norte) (locais selecionados) - Amadou and Mariam (América do Norte) (locais selecionados) - Kitty Daisy & Lewis (América do Norte) (locais selecionados) - The Flaming Lips (Europa) (locais selecionados) - Lily Allen, La Roux (Exeter Castle em 2009) - Bat For Lashes (América Latina) - Vanguart (América Latina) |

## Repertórios

### Hartford, Connecticut

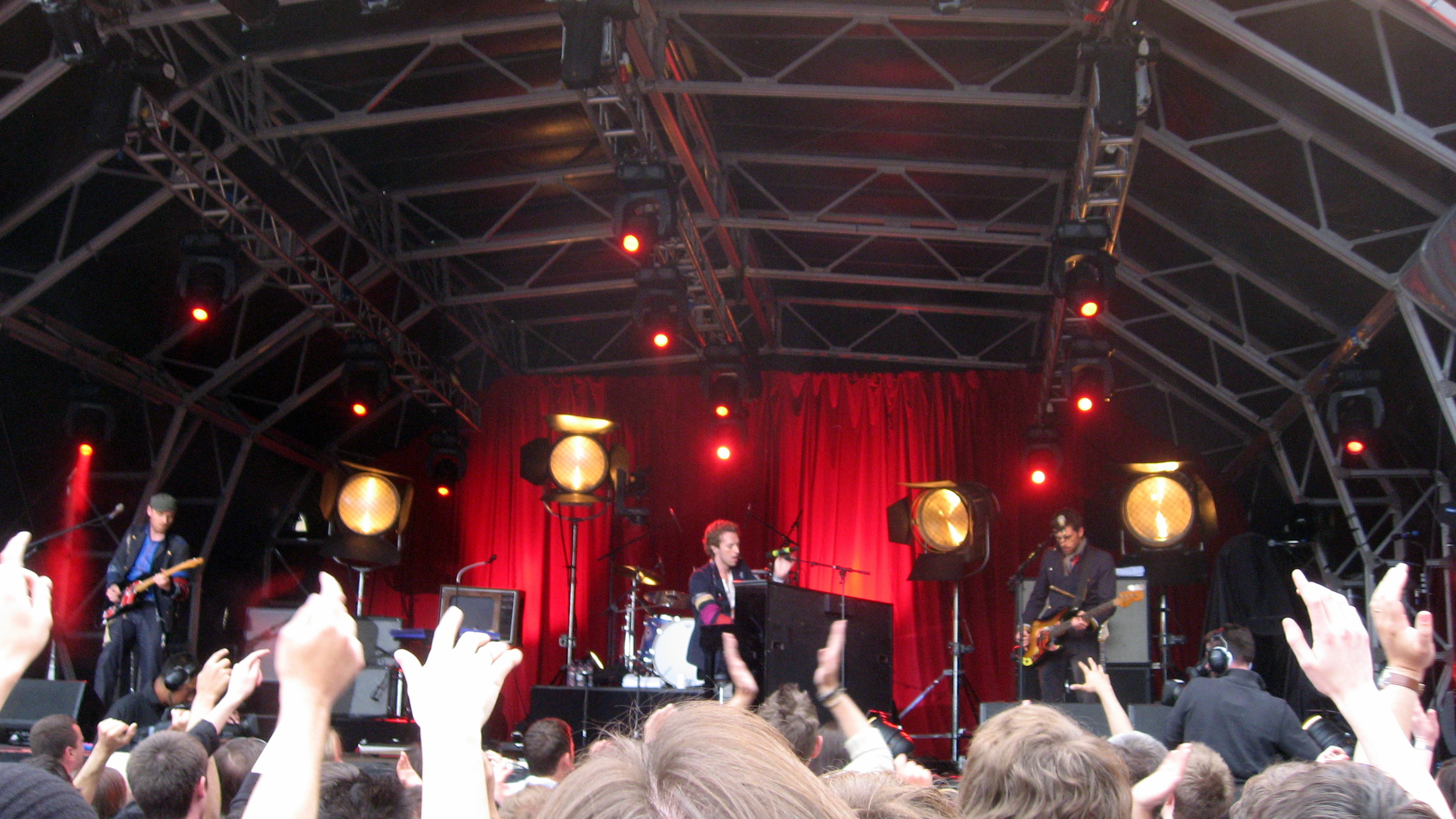
Coldplay performando na BBC, Londres, Inglaterra em 18 de Junho de 2008

A seguir, a lista de canções apresentadas em 2 de agosto de 2008 no XL Center, em Hartford, Connecticu.
1. "Life in Technicolor"
2. "Violet Hill"
3. "Clocks"
4. "In My Place"
5. "Viva la Vida"
6. "Yes"
7. "42"
8. "Fix You"
9. "Strawberry Swing"
10. "Chinese Sleep Chant"
11. "God Put a Smile upon Your Face"
12. "Square One"
13. "The Hardest Part"
14. "Yellow"
15. "Lost!"
16. "The Scientist"
17. "Death Will Never Conquer"

Encore
1. "Politik"
2. "Lovers in Japan"
3. "Death and All His Friends"
4. "The Escapist" (Outro)

### Praga, República Checa

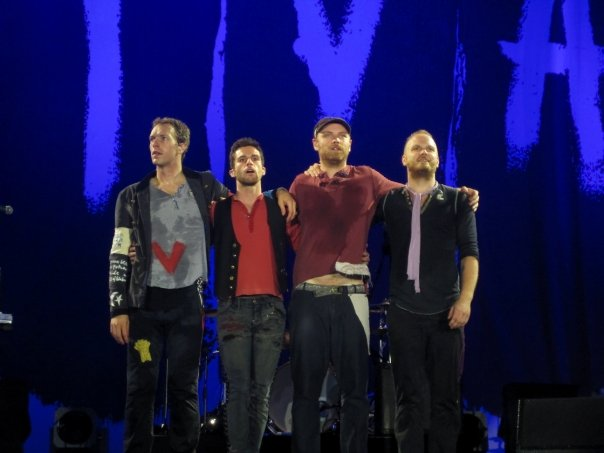
Em Hanôver, agosto de 2009

A seguir, a lista de canções apresentadas em 22 de setembro de 2008 na O2 Arena em Praga, República Checa.
1. "Life in Technicolor"
2. "Violet Hill"
3. "Clocks"
4. "In My Place"
5. "Speed of Sound"
6. "Cemeteries of London"
7. "Chinese Sleep Chant"
8. "42"
9. "Fix You"
10. "Strawberry Swing"
11. "God Put a Smile upon Your Face"
12. "Talk"
13. "The Hardest Part"
14. "Yellow"
15. "Postcards from Far Away"
16. "Viva la Vida"
17. "Lost!"
18. "The Scientist"
19. "Death Will Never Conquer"
20. "Politik"
21. "Lovers in Japan"
22. "Death and All His Friends"

Encore
1. "Yellow"
2. "The Escapist" (Outro)

Desde o início da turnê, o repertório vem recebendo várias mudanças, com expansão de 24 a 26 canções e dois encores.

### Abu Dhabi

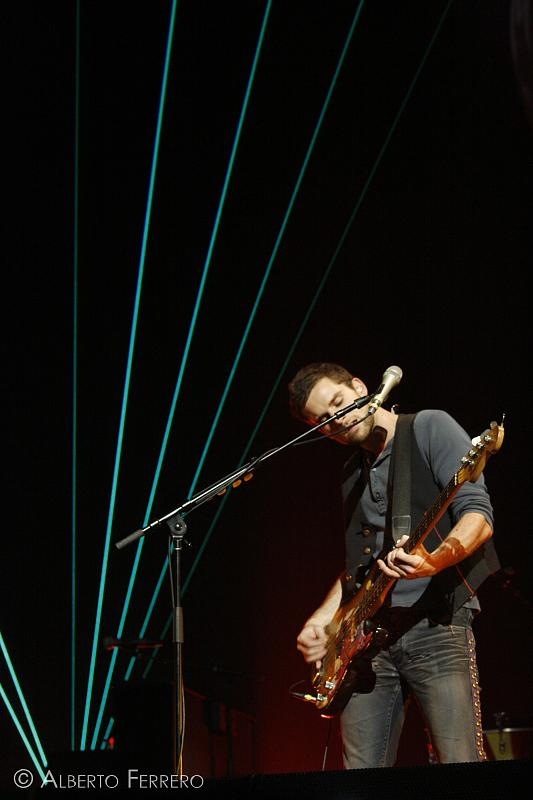
Guy Berryman em 2008

A seguir, a lista de canções apresentadas em 28 de março de 2009 no Emirates Palace Hotel, em Abu Dhabi.
1. "Life in Technicolor"
2. "Violet Hill"
3. "Clocks"
4. "In My Place"
5. "Yellow"
6. "Glass of Water"
7. "Cemeteries Of London"
8. "42"
9. "Fix You"
10. "Strawberry Swing"
11. "God Put a Smile upon Your Face" (Partial Techno Remix)
12. "Talk" (Partial Techno Remix)
13. "The Hardest Part" (Somente Chris Martin no piano)
14. "Postcards from Far Away" (Somente Chris Martin no piano)
15. "Viva la Vida"
16. "Lost!"
17. "Speed of Sound" (Acústico)
18. "Death Will Never Conquer" (Acústico, cantado por Will Champion)
19. "I'm a Believer" (Cover de Neil Diamond - Acústico)
20. "Viva la Vida" (Remix Interlude)

Encore 1
1. "Politik"
2. "Lovers in Japan"
3. "Death and All His Friends"

Encore 2
1. "The Scientist"
2. "Life in Technicolor II"
3. "The Escapist" (Outro)

### São Paulo, Brasil

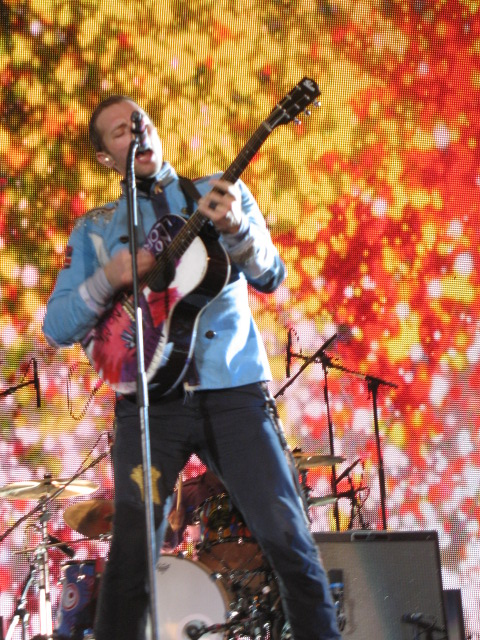
Fase na América Latina, 2010

A seguir, a lista de canções apresentadas em 2 de março de 2010 no Estádio do Morumbi em São Paulo, Brasil.
1. "Life in Technicolor"
2. "Violet Hill"
3. "Clocks"
4. "In My Place"
5. "Yellow"
6. "Glass of Water"
7. "42"
8. "Fix You"
9. "Strawberry Swing"
10. "God Put a Smile upon Your Face" (Partial Techno Remix)
11. "Talk" (Partial Techno Remix)
12. "The Hardest Part" (Somente Chris Martin no piano)
13. "Postcards from Far Away" (Somente Chris Martin no piano)
14. "Viva la Vida"
15. "Lost!"
16. "Shiver"
17. "Parabéns pra você/Happy Birthday" (Acústico - cantado por Will para Chris)
18. "Death Will Never Conquer" (Acústico - cantado por Will)
19. "Spanish Rain" (canção inédita)
20. "Viva la Vida" (Remix Interlude)
21. "Politik"
22. "Lovers in Japan"
23. "Death and All His Friends"

Encore
1. "The Scientist"
2. "Life in Technicolor II"
3. "The Escapist" (Outro)

## Datas da turnê
| Data                                                                                   | Cidade             | País                   | Local                                                |
| -------------------------------------------------------------------------------------- | ------------------ | ---------------------- | ---------------------------------------------------- |
| Europa                                                                                 |                    |                        |                                                      |
| 16 de junho de 2008                                                                    | Londres            | Reino Unido            | Brixton Academy                                      |
| 17 de junho de 2008                                                                    | Barcelona          | Espanha                | Espacio Movistar                                     |
| America do Norte                                                                       |                    |                        |                                                      |
| 23 de junho de 2008                                                                    | Nova York          | Estados Unidos         | Madison Square Garden                                |
| 14 de julho de 2008                                                                    | Inglewood          | Estados Unidos         | The Forum                                            |
| 15 de julho de 2008                                                                    | Inglewood          | Estados Unidos         | The Forum                                            |
| 18 de julho de 2008                                                                    | San Jose           | Estados Unidos         | HP Pavilion                                          |
| 19 de julho de 2008                                                                    | Las Vegas          | Estados Unidos         | MGM Grand Garden Arena                               |
| 22 de julho de 2008                                                                    | Chicago            | Estados Unidos         | United Center                                        |
| 23 de julho de 2008                                                                    | Chicago            | Estados Unidos         | United Center                                        |
| 25 de julho de 2008                                                                    | Filadélfia         | Estados Unidos         | Wachovia Center                                      |
| 27 de julho de 2008                                                                    | Pemberton          | Canadá                 | Pemberton Fields [a]                                 |
| 29 de julho de 2008                                                                    | Montreal           | Canadá                 | Bell Centre                                          |
| 30 de julho de 2008                                                                    | Toronto            | Canadá                 | Air Canada Centre                                    |
| 31 de julho de 2008                                                                    | Toronto            | Canadá                 | Air Canada Centre                                    |
| 2 de agosto de 2008                                                                    | Hartford           | Estados Unidos         | XL Center                                            |
| 3 de agosto de 2008                                                                    | Washington, D.C.   | Estados Unidos         | Verizon Center                                       |
| 4 de agosto de 2008                                                                    | Boston             | Estados Unidos         | TD Banknorth Garden                                  |
| Ásia                                                                                   |                    |                        |                                                      |
| 9 de agosto de 2008                                                                    | Osaka              | Japão                  | Maishima Arena [b]                                   |
| 10 de agosto de 2008                                                                   | Tóquio             | Japão                  | Chiba Marine Stadium [b]                             |
| Europa                                                                                 |                    |                        |                                                      |
| 1 de setembro de 2008                                                                  | Estrasburgo        | França                 | Zénith                                               |
| 2 de setembro de 2008                                                                  | Mannheim           | Alemanha               | SAP Arena                                            |
| 4 de setembro de 2008                                                                  | Lyon               | França                 | Halle Tony Garnier                                   |
| 6 de setembro de 2008                                                                  | Barcelona          | Espanha                | Palau Sant Jordi                                     |
| 7 de setembro de 2008                                                                  | Madrid             | Espanha                | Palacio de Deportes                                  |
| 9 de setembro de 2008                                                                  | Paris              | França                 | Palais Omnisports de Paris-Bercy                     |
| 10 de setembro de 2008                                                                 | Paris              | França                 | Palais Omnisports de Paris-Bercy                     |
| 12 de setembro de 2008                                                                 | Cologne            | Alemanha               | Lanxess Arena                                        |
| 14 de setembro de 2008                                                                 | Hamburgo           | Alemanha               | Color Line Arena                                     |
| 15 de setembro de 2008                                                                 | Berlin             | Alemanha               | O2 World                                             |
| 17 de setembro de 2008                                                                 | Estocolmo          | Suécia                 | Stockholm Globe Arena                                |
| 18 de setembro de 2008                                                                 | Estocolmo          | Suécia                 | Stockholm Globe Arena                                |
| 19 de setembro de 2008                                                                 | Oslo               | Noruega                | Oslo Spektrum                                        |
| 22 de setembro de 2008                                                                 | Praga              | Chéquia                | O2 Arena                                             |
| 23 de setembro de 2008                                                                 | Budapeste          | Hungria                | Budapest Sports Arena                                |
| 24 de setembro de 2008                                                                 | Viena              | Áustria                | Wiener Stadthalle                                    |
| 26 de setembro de 2008                                                                 | Munique            | Alemanha               | Olympiahalle                                         |
| 28 de setembro de 2008                                                                 | Zurique            | Suíça                  | Hallenstadion                                        |
| 29 de setembro de 2008                                                                 | Bologna            | Itália                 | Futurshow Station                                    |
| 30 de setembro de 2008                                                                 | Milão              | Itália                 | Datch Forum                                          |
| 2 de outubro de 2008                                                                   | Rotterdam          | Países Baixos          | The Ahoy                                             |
| 3 de outubro de 2008                                                                   | Rotterdam          | Países Baixos          | The Ahoy                                             |
| 4 de outubro de 2008                                                                   | Antuérpia          | Bélgica                | Sportpaleis                                          |
| América do Norte                                                                       |                    |                        |                                                      |
| 20 de outubro de 2008                                                                  | Ottawa             | Canadá                 | Scotiabank Place                                     |
| 21 de outubro de 2008                                                                  | Cleveland          | Estados Unidos         | Quicken Loans Arena                                  |
| 26 de outubro de 2008                                                                  | East Rutherford    | Estados Unidos         | Izod Center                                          |
| 27 de outubro de 2008                                                                  | East Rutherford    | Estados Unidos         | Izod Center                                          |
| 29 de outubro de 2008                                                                  | Boston             | Estados Unidos         | TD Banknorth Garden                                  |
| 31 de outubro de 2008                                                                  | Washington, D.C.   | Estados Unidos         | Verizon Center                                       |
| 1 de novembro de 2008                                                                  | Filadélfia         | Estados Unidos         | Wachovia Center                                      |
| 3 de novembro de 2008                                                                  | Auburn Hills       | Estados Unidos         | The Palace of Auburn Hills                           |
| 5 de novembro de 2008                                                                  | Atlanta            | Estados Unidos         | Philips Arena                                        |
| 7 de novembro de 2008                                                                  | Orlando            | Estados Unidos         | Amway Arena                                          |
| 9 de novembro de 2008                                                                  | Fort Lauderdale    | Estados Unidos         | BankAtlantic Center                                  |
| 11 de novembro de 2008                                                                 | Atlanta            | Estados Unidos         | Philips Arena                                        |
| 13 de novembro de 2008                                                                 | Kansas City        | Estados Unidos         | Sprint Center                                        |
| 14 de novembro de 2008                                                                 | Saint Paul         | Estados Unidos         | Xcel Energy Center                                   |
| 16 de novembro de 2008                                                                 | Cidade de Oklahoma | Estados Unidos         | Ford Center                                          |
| 18 de novembro de 2008                                                                 | Houston            | Estados Unidos         | Toyota Center                                        |
| 19 de novembro de 2008                                                                 | Dallas             | Estados Unidos         | American Airlines Center                             |
| 21 de novembro de 2008                                                                 | Denver             | Estados Unidos         | Pepsi Center                                         |
| 22 de novembro de 2008                                                                 | Salt Lake City     | Estados Unidos         | EnergySolutions Arena                                |
| 25 de novembro de 2008                                                                 | Anaheim            | Estados Unidos         | Honda Center                                         |
| 26 de novembro de 2008                                                                 | Glendale           | Estados Unidos         | Jobing.com Arena                                     |
| Europa                                                                                 |                    |                        |                                                      |
| 29 de novembro de 2008                                                                 | Sheffield          | Reino Unido            | Sheffield Arena                                      |
| 1 de dezembro de 2008                                                                  | Birmingham         | Reino Unido            | National Indoor Arena                                |
| 2 de dezembro de 2008                                                                  | Birmingham         | Reino Unido            | National Indoor Arena                                |
| 3 de dezembro de 2008                                                                  | Birmingham         | Reino Unido            | National Indoor Arena                                |
| 6 de dezembro de 2008                                                                  | Glasgow            | Reino Unido            | Scottish Exhibition and Conference Centre            |
| 7 de dezembro de 2008                                                                  | Liverpool          | Reino Unido            | Echo Arena                                           |
| 9 de dezembro de 2008                                                                  | Glasgow            | Reino Unido            | Scottish Exhibition e Conference Centre              |
| 11 de dezembro de 2008                                                                 | Manchester         | Reino Unido            | Manchester Evening News Arena                        |
| 12 de dezembro de 2008                                                                 | Manchester         | Reino Unido            | Manchester Evening News Arena                        |
| 14 de dezembro de 2008                                                                 | Londres            | Reino Unido            | The O2 Arena                                         |
| 15 de dezembro de 2008                                                                 | Londres            | Reino Unido            | The O2 Arena                                         |
| 16 de dezembro de 2008                                                                 | Londres            | Reino Unido            | The O2 Arena                                         |
| 19 de dezembro de 2008                                                                 | Belfast            | Reino Unido            | Odyssey Arena                                        |
| 21 de dezembro de 2008                                                                 | Dublin             | Irlanda                | The O2                                               |
| 22 de dezembro de 2008                                                                 | Dublin             | Irlanda                | The O2                                               |
| 23 de dezembro de 2008                                                                 | Belfast            | Reino Unido            | Odyssey Arena                                        |
| Ásia                                                                                   |                    |                        |                                                      |
| 11 de fevereiro de 2009                                                                | Tóquio             | Japão                  | Saitama Super Arena                                  |
| 12 de fevereiro de 2009                                                                | Tóquio             | Japão                  | Saitama Super Arena                                  |
| 14 de fevereiro de 2009                                                                | Osaka              | Japão                  | Kobe World Kinen Hall                                |
| 15 de fevereiro de 2009                                                                | Osaka              | Japão                  | Kobe World Kinen Hall                                |
| Oceania                                                                                |                    |                        |                                                      |
| 27 de fevereiro de 2009                                                                | Perth              | Austrália              | Burswood Dome                                        |
| 28 de fevereiro de 2009                                                                | Perth              | Austrália              | Burswood Dome                                        |
| 3 de março de 2009                                                                     | Melbourne          | Austrália              | Rod Laver Arena                                      |
| 4 de março de 2009                                                                     | Melbourne          | Austrália              | Rod Laver Arena                                      |
| 5 de março de 2009                                                                     | Melbourne          | Austrália              | Rod Laver Arena                                      |
| 8 de março de 2009                                                                     | Brisbane           | Austrália              | Brisbane Entertainment Centre                        |
| 9 de março de 2009                                                                     | Brisbane           | Austrália              | Brisbane Entertainment Centre                        |
| 11 de março de 2009                                                                    | Sydney             | Austrália              | Acer Arena                                           |
| 12 de março de 2009                                                                    | Sydney             | Austrália              | Acer Arena                                           |
| 14 de março de 2009                                                                    | Sydney             | Austrália              | Sydney Cricket Ground [c]                            |
| 14 de março de 2009                                                                    | Sydney             | Austrália              | Acer Arena                                           |
| 15 de março de 2009                                                                    | Sydney             | Austrália              | Acer Arena                                           |
| 18 de março de 2009                                                                    | Auckland           | Nova Zelândia          | Vector Arena                                         |
| 19 de março de 2009                                                                    | Auckland           | Nova Zelândia          | Vector Arena                                         |
| Ásia                                                                                   |                    |                        |                                                      |
| 23 de março de 2009                                                                    | Singapura          | Singapura              | Singapore Indoor Stadium                             |
| 25 de março de 2009                                                                    | Chek Lap Kok       | Hong Kong              | AsiaWorld Arena                                      |
| 28 de março de 2009                                                                    | Abu Dhabi          | Emirados Árabes Unidos | Emirates Palace                                      |
| América do Norte                                                                       |                    |                        |                                                      |
| 15 de maio de 2009                                                                     | West Palm Beach    | Estados Unidos         | Cruzan Amphitheatre                                  |
| 17 de maio de 2009                                                                     | Atlanta            | Estados Unidos         | Lakewood Amphitheatre                                |
| 18 de maio de 2009                                                                     | Birmingham         | Estados Unidos         | Verizon Wireless Music Center                        |
| 20 de maio de 2009                                                                     | Virginia Beach     | Estados Unidos         | Verizon Wireless Virginia Beach Amphitheater         |
| 21 de maio de 2009                                                                     | Bristow            | Estados Unidos         | Nissan Pavilion at Stone Ridge                       |
| 23 de maio de 2009                                                                     | Hartford           | Estados Unidos         | Comcast Theatre                                      |
| 24 de maio de 2009                                                                     | Hershey            | Estados Unidos         | Hersheypark Stadium                                  |
| 26 de maio de 2009                                                                     | Camden             | Estados Unidos         | Susquehanna Bank Center                              |
| 27 de maio de 2009                                                                     | Saratoga Springs   | Estados Unidos         | Saratoga Performing Arts Center [d]                  |
| 30 de maio de 2009                                                                     | Burgettstown       | Estados Unidos         | Post Gazette Pavilion                                |
| 1 de junho de 2009                                                                     | Darien Lake        | Estados Unidos         | Darien Lake Performing Arts Center                   |
| 2 de junho de 2009                                                                     | Clarkston          | Estados Unidos         | DTE Energy Music Theatre                             |
| 4 de junho de 2009                                                                     | Cincinnati         | Estados Unidos         | Riverbend Music Center                               |
| 5 de junho de 2009                                                                     | Noblesville        | Estados Unidos         | Verizon Wireless Music Center                        |
| 6 de junho de 2009                                                                     | Nashville          | Estados Unidos         | Sommet Center                                        |
| 9 de junho de 2009                                                                     | Nova Orleães       | Estados Unidos         | New Orleans Arena                                    |
| 10 de junho de 2009                                                                    | San Antonio        | Estados Unidos         | AT&T Center                                          |
| 12 de junho de 2009                                                                    | Des Moines         | Estados Unidos         | Wells Fargo Arena                                    |
| 13 de junho de 2009                                                                    | Omaha              | Estados Unidos         | Qwest Center Omaha                                   |
| 15 de junho de 2009                                                                    | Winnipeg           | Canadá                 | MTS Centre                                           |
| 17 de junho de 2009                                                                    | Calgary            | Canadá                 | Pengrowth Saddledome                                 |
| 18 de junho de 2009                                                                    | Edmonton           | Canadá                 | Rexall Place                                         |
| 20 de junho de 2009                                                                    | Vancouver          | Canadá                 | General Motors Place                                 |
| 21 de junho de 2009                                                                    | Vancouver          | Canadá                 | General Motors Place                                 |
| Europa                                                                                 |                    |                        |                                                      |
| 2 de julho de 2009                                                                     | Arras              | França                 | Main Square [e]                                      |
| 3 de julho de 2009                                                                     | Werchter           | Bélgica                | Werchter Festival Park [f]                           |
| 5 de julho de 2009                                                                     | Roskilde           | Dinamarca              | Roskilde Festival [g]                                |
| América do Norte                                                                       |                    |                        |                                                      |
| 10 de julho de 2009                                                                    | Portland           | Estados Unidos         | The Amphitheater at Clark County                     |
| 11 de julho de 2009                                                                    | George             | Estados Unidos         | The Gorge Amphitheatre                               |
| 13 de julho de 2009                                                                    | Mountain View      | Estados Unidos         | Shoreline Amphitheatre                               |
| 14 de julho de 2009                                                                    | Wheatland          | Estados Unidos         | Sleep Train Amphitheatre                             |
| 16 de julho de 2009                                                                    | Chula Vista        | Estados Unidos         | Cricket Wireless Amphitheatre                        |
| 18 de julho de 2009                                                                    | Carson             | Estados Unidos         | Home Depot Center                                    |
| 19 de julho de 2009                                                                    | Irvine             | Estados Unidos         | Verizon Wireless Amphitheatre                        |
| 21 de julho de 2009                                                                    | Dallas             | Estados Unidos         | SuperPages.com Center                                |
| 22 de julho de 2009                                                                    | The Woodlands      | Estados Unidos         | Cynthia Woods Mitchell Pavilion                      |
| 24 de julho de 2009                                                                    | Maryland Heights   | Estados Unidos         | Verizon Wireless Amphitheater                        |
| 25 de julho de 2009                                                                    | East Troy          | Estados Unidos         | Alpine Valley Music Theatre                          |
| 27 de julho de 2009                                                                    | Saratoga Springs   | Estados Unidos         | Saratoga Performing Arts Center [d]                  |
| 30 de julho de 2009                                                                    | Toronto            | Canadá                 | Rogers Centre                                        |
| 1 de agosto de 2009                                                                    | Montreal           | Canadá                 | Parc Jean-Drapeau [h]                                |
| 2 de agosto de 2009                                                                    | Jersey City        | Estados Unidos         | Liberty State Park [i]                               |
| 3 de agosto de 2009                                                                    | Mansfield          | Estados Unidos         | Comcast Center for the Performing Arts               |
| 6 de agosto de 2009                                                                    | Raleigh            | Estados Unidos         | The Time Warner Cable Music Pavilion at Walnut Creek |
| 7 de agosto de 2009                                                                    | Charlotte          | Estados Unidos         | Verizon Wireless Amphitheatre                        |
| 9 de agosto de 2009                                                                    | Tampa              | Estados Unidos         | Ford Amphitheatre                                    |
| Europa co-liderado por Jay-Z e Girls Aloud em locais Escocês e Inglês, Elbow em Dublin |                    |                        |                                                      |
| 16 de agosto de 2009                                                                   | Herning            | Dinamarca              | MCH Herning Kongrescenter                            |
| 19 de agosto de 2009                                                                   | Bergen             | Noruega                | Koengen                                              |
| 22 de agosto de 2009                                                                   | Estocolmo          | Suécia                 | Olympic Stadium                                      |
| 25 de agosto de 2009                                                                   | Hanôver            | Alemanha               | AWD-Arena                                            |
| 27 de agosto de 2009                                                                   | Düsseldorf         | Alemanha               | LTU Arena                                            |
| 29 de agosto de 2009                                                                   | Munique            | Alemanha               | Olympia Reitstadion Riem                             |
| 31 de agosto de 2009                                                                   | Udine              | Itália                 | Stadio Friuli                                        |
| 2 de setembro de 2009                                                                  | Berna              | Suíça                  | Stade de Suisse                                      |
| 4 de setembro de 2009                                                                  | Barcelona          | Espanha                | Olympic Stadium                                      |
| 7 de setembro de 2009                                                                  | Paris              | França                 | Parc des Princes                                     |
| 9 de setembro de 2009                                                                  | Nijmegen           | Países Baixos          | Goffertpark                                          |
| 10 de setembro de 2009                                                                 | Nijmegen           | Países Baixos          | Goffertpark                                          |
| 12 de setembro de 2009                                                                 | Manchester         | Reino Unido            | Old Trafford Cricket Ground                          |
| 14 de setembro de 2009                                                                 | Dublin             | Irlanda                | Phoenix Park                                         |
| 16 de setembro de 2009                                                                 | Glasgow            | Reino Unido            | Hampden Park                                         |
| 18 de setembro de 2009                                                                 | Londres            | Reino Unido            | Wembley Stadium                                      |
| 19 de setembro de 2009                                                                 | Londres            | Reino Unido            | Wembley Stadium                                      |
| 19 de dezembro de 2009                                                                 | Exeter             | Reino Unido            | Exeter Castle                                        |
| América Latina                                                                         |                    |                        |                                                      |
| 26 de fevereiro de 2010                                                                | Buenos Aires       | Argentina              | River Plate Stadium                                  |
| 28 de fevereiro de 2010                                                                | Rio de Janeiro     | Brasil                 | Praça da Apoteose                                    |
| 2 de março de 2010                                                                     | São Paulo          | Brasil                 | Estádio do Morumbi                                   |
| 4 de março de 2010                                                                     | Bogotá             | Colômbia               | Simón Bolívar Park                                   |
| 6 de março de 2010                                                                     | Cidade do México   | México                 | Foro Sol                                             |
| 7 de março de 2010                                                                     | Cidade do México   | México                 | Foro Sol                                             |
| 9 de março de 2010                                                                     | Guadalajara        | México                 | Estádio Tres de Marzo                                |
| 11 de março de 2010                                                                    | Monterrey          | México                 | Estádio Universitario                                |

↑ a Este concerto fez parte do Festival de Pemberton.

↑ b Estes concertos fizeram parte do Festival de Summer Sonic.

↑ c Este concerto faz parte da Sound Relief.

↑ d 27 de maio, concerto remarcado para 27 de julho.

↑ e Este concerto fez parte do Festival de Main Square.

↑ f Este concerto fez parte da Rock Werchter.

↑ g Este concerto fez parte do Festival de Roskilde.

↑ h Este concerto fez parte do Festival Osheaga.

↑ i Este concerto fez parte do Festival All Points West Music & Arts.

## Box oficial e pontuação dos shows
| Local                           | Cidade                                   | Nº de shows / Ingressos esgotados | Ingressos vendidos / Disponíveis | Arrecadação  |
| ------------------------------- | ---------------------------------------- | --------------------------------- | -------------------------------- | ------------ |
| The Forum                       | Inglewood                                | 2 / 1                             | 30.085 / 30.437 (99%)            | $2.487.994   |
| HP Pavilion at San Jose         | São José                                 | 1 / 1                             | 14.919 / 14.919 (100%)           | $1.234.024   |
| MGM Grand Garden Arena          | Las Vegas                                | 1 / 1                             | 14.058 / 14.058 (100%)           | $1.262.926   |
| United Center                   | Chicago                                  | 2 / 0                             | 29.815 / 31.956 (96%)            | $2.425.592   |
| Wachovia Center                 | Filadélfia                               | 1 / 1                             | 16.068 / 16.068 (100%)           | $1.299.252   |
| Bell Centre                     | Montreal                                 | 1 / 1                             | 17.259 / 17.259 (100%)           | $1.420.062   |
| Air Canada Centre               | Toronto                                  | 2 / 2                             | 33.908 / 33.908 (100%)           | $2.995.977   |
| XL Center                       | Hartford                                 | 1 / 1                             | 12.589 / 12.589 (100%)           | $993.924     |
| Verizon Center                  | Washington, D.C.                         | 1 / 1                             | 14.452 / 14.452 (100%)           | $1.188.903   |
| TD Banknorth Garden             | Boston                                   | 1 / 1                             | 14.559 / 14.559 (100%)           | $1.256.599   |
| Sportpaleis                     | Antuérpia                                | 1 / 1                             | 16.774 / 16.774 (100%)           | $1.039.537   |
| Scotiabank Place                | Ottawa                                   | 1 / 0                             | 12.121 / 15.082 (80%)            | $839.710     |
| Izod Center                     | East Rutherford                          | 2 / 2                             | 32.460 / 32.460 (100%)           | $2.662.895   |
| The Palace of Auburn Hills      | Auburn Hills                             | 1 / 1                             | 13.330 / 13.330 (100%)           | $1.015.289   |
| Philips Arena                   | Atlanta                                  | 2 / 1                             | 25.880 / 27.682 (93%)            | $2.250.991   |
| Amway Arena                     | Orlando                                  | 1 / 1                             | 12.357 / 12.357 (100%)           | $1.030.108   |
| BankAtlantic Center             | Ft. Lauderdale                           | 1 / 1                             | 15.096 / 15.096 (100%)           | $1.258.098   |
| Xcel Energy Center              | St. Paul                                 | 1 / 0                             | 14.922 / 16.010 (93%)            | $1.308.581   |
| Toyota Center                   | Houston                                  | 1 / 1                             | 13.981 / 13.981 (100%)           | $1.115.430   |
| American Airlines Center        | Dallas                                   | 1 / 0                             | 15.483 / 16.430 (94%)            | $1.308.581   |
| Pepsi Center                    | Denver                                   | 1 / 1                             | 11.656 / 11.656 (100%)           | $1.019.790   |
| EnergySolutions Arena           | Salt Lake City                           | 1 / 1                             | 11.598 / 11.598 (100%)           | $935.607     |
| Honda Center                    | Anaheim                                  | 1 / 1                             | 13.649 / 13.649 (100%)           | $1.115.430   |
| Jobing.com Arena                | Glendale                                 | 1 / 1                             | 13.257 / 13.257 (100%)           | $1.010.272   |
| The O2                          | Londres                                  | 4 / 3                             | 51.294 / 52.500 (98%)            | $2.871.883   |
| Acer Arena                      | Sydney                                   | 3 / 3                             | 59.391 / 59.391 (100%)           | $4.703.392   |
| Singapore Indoor Stadium        | Singapura                                | 1 / 0                             | 9.474 / 9.503 (99%)              | $1.186.831   |
| AsiaWorld Arena                 | Chek Lap Kok                             | 1 / 0                             | 11.371 / 11.550 (99%)            | $1.260.623   |
| Lakewood Amphith.               | Atlanta                                  | 1 / 0                             | 14.071 / 18.658 (75%)            | $801.194     |
| Verizon Wireless Amphith.       | Birmingham                               | 1 / 0                             | 8.230 / 10.259 (82%)             | $650.881     |
| Nissan Pavilion                 | Bristow                                  | 1 / 0                             | 14.157 / 23.241 (61%)            | $624.814     |
| Virginia Beach Amphith.         | Virginia Beach                           | 1 / 0                             | 15.877 / 20.055 (79%)            | $447.086     |
| Comcast Theatre                 | Hartford                                 | 1 / 0                             | 13.877 / 24.713 (55%)            | $705.687     |
| Hersheypark Stadium             | Hershey                                  | 1 / 0                             | 11.582 / 25.770 (45%)            | $755.940     |
| Susquehanna Bank Center         | Camden                                   | 1 / 0                             | 13.741 / 25.317 (55%)            | $902.234     |
| Post Gazette Pavilion           | Burgettstown                             | 1 / 0                             | 13.084 / 23.214 (56%)            | $565.068     |
| Performing Arts Center          | Darrien                                  | 1 / 0                             | 12.481 / 21.193 (61%)            | $691.814     |
| DTE Energy Music Theatre        | Clarkston                                | 1 / 0                             | 13.797 / 15.202 (90%)            | $801.755     |
| Riverbend Music Center          | Cincinnati                               | 1 / 0                             | 15.375 / 20.383 (76%)            | $812.638     |
| Verizon Wireless Music Center   | Noblesville                              | 1 / 0                             | 19.825 / 24.680 (90,5%)          | $1.021.922   |
| Sommet Center                   | Nashville                                | 1 / 1                             | 13.835 / 13.835 (100%)           | $1.106.823   |
| New Orleans Arena               | Nova Orleães                             | 1 / 0                             | 11.574 / 12.247 (95%)            | $898.682     |
| AT&T Center                     | São Antônio                              | 1 / 1                             | 13.152 / 13.152 (100%)           | $964.467     |
| Wells Fargo Arena               | Des Moines                               | 1 / 0                             | 9.887 / 10.751 (92%)             | $616.158     |
| Qwest Center                    | Omaha                                    | 1 / 0                             | 9.629 / 10.636 (90%)             | $748.532     |
| MTS Centre                      | Winnipeg                                 | 1 / 1                             | 12.619 / 12.619 (100%)           | $978.386     |
| Pengrowth Saddledome            | Calgary                                  | 1 / 1                             | 13.841 / 13.841 (100%)           | $1.105.538   |
| Rexal Place                     | Edmonton                                 | 1 / 1                             | 14.413 / 14.413 (100%)           | $1.083.709   |
| GM Place                        | Vancouver                                | 2 / 2                             | 29.923 / 29.923 (100%)           | $2.297.731   |
| Amphitheater at Clark County    | Portland (Oregon)\|align="center"\|1 / 1 | 17.526 / 17.526 (100%)            | $1.030.852                       |              |
| The George Amphit.              | George                                   | 1 / 1                             | 21.939 / 21.939 (100%)           | $1.166.654   |
| Shoreline Amphith.              | Mountain View                            | 1 / 0                             | 22.052 / 22.325 (99%)            | $1.103.165   |
| Sleep Train Amphith.            | Sacramento                               | 1 / 0                             | 13.339 / 18.500 (73%)            | $543.960     |
| Cricket Wireless Amphith.       | São Diego                                | 1 / 1                             | 19.588 / 19.588 (100%)           | $1.186.216   |
| Home Depot Center               | Carson                                   | 1 / 0                             | 26.341 / 27.404 (95%)            | $2.105.859   |
| Verizon Wireless Amphith.       | Irvine                                   | 1 / 1                             | 14.885 / 14.885 (100%)           | $1.020.168   |
| Superpages.com Center           | Dallas                                   | 1 / 0                             | 19.878 / 19.938 (99%)            | $1.109.879   |
| Cynthia Woods M. Pavilion       | The Woodlands                            | 1 / 1                             | 16.430 / 16.430 (100%)           | $917.266     |
| Verizon Wireless Amphith.       | Maryland Heighs                          | 1 / 0                             | 19.055 / 21.000 (91%)            | $997.943     |
| Alpine Valley Music Theatre     | East Troy                                | 1 / 0                             | 27.123 / 34.883 (78%)            | $1.300.838   |
| Saratoga Performing Arts Center | Saratoga Springs                         | 1 / 0                             | 15.200 / 25.277 (61%)            | $816.097     |
| Rogers Centre                   | Toronto                                  | 1 / 1                             | 45.116 / 45.116 (100%)           | $3.249.466   |
| Comcast Center                  | Mansfield                                | 1 / 0                             | 19.846 / 19.953 (99%)            | $1.509.579   |
| Time Warner Cable Pavilion      | Raleigh                                  | 1 / 1                             | 19.422 / 19.422 (100%)           | $905.170     |
| Verizon Wireless Amphith.       | Charlotte                                | 1 / 1                             | 18.830 / 18.830 (100%)           | $1.109.275   |
| MCH Outdoor Arena               | Herning                                  | 1 / 0                             | 33.737 / 40.000 (87%)            | $3.235.729   |
| Koegen                          | Bergen                                   | 1 / 1                             | 21.945 / 21.945 (100%)           | $2.433.943   |
| Olympic Stadium                 | Stockholm                                | 1 / 0                             | 32.651 / 33.137 (99%)            | $2.367.964   |
| Stadio Friuli                   | Udine                                    | 1 / 0                             | 41.042 / 42.549 (97%)            | $2.376.835   |
| Stadi Olimpic                   | Barcelona                                | 1 / 0                             | 63.306 / 64.376 (98%)            | $4.554.068   |
| Parc des Princes                | Paris                                    | 1 / 0                             | 50.355 / 51.241 (98%)            | $4.244.363   |
| Phoenyix Park                   | Dublin                                   | 1 / 0                             | 34.372 / 35.000 (98%)            | $3.507.501   |
| Estádio do River Plate          | Buenos Aires                             | 1 / 0                             | 53.708 / 59.266 (90%)            | $3.238.200   |
| Praça da Apoteose               | Rio de Janeiro                           | 1 / 0                             | 26.821 / 34.960 (77%)            | $2.970.490   |
| Estádio do Morumbi              | São Paulo                                | 1 / 0                             | 53.060 / 63.842 (74%)            | $5.254.450   |
|                                 | TOTAL                                    | 86 / 43 (50%)                     | '1.584.307 / 1.755.236 (88%)     | $116.684.354 |